# 宋孝贤
宋孝贤（1939年8月—），男，安徽濉溪人，中华人民共和国政治人物，曾任安徽省人民检察院检察长，第七届全国人大代表。